# Polizeiruf 110: Draußen am See
Draußen am See ist ein deutscher Kriminalfilm von Helmut Krätzig aus dem Jahr 1984. Der Fernsehfilm erschien als 92. Folge der Filmreihe Polizeiruf 110.

## Handlung
Populärpsychologe und Sachbuchautor Ralf Bohnke verabschiedet sich von seiner Frau Marianne, weil er sich in Berlin mit seinem Lektor zu Arbeitsgesprächen treffen will. Seine Frau ist ihm vor allem Hausfrau und Mitarbeiterin. Längst sieht er sie nicht mehr als gleichwertigen Ehepartner, und sie ordnet sich ihm bedingungslos unter. Marianne weiß nicht, dass Ralf ein Verhältnis mit seiner Lektorin Marlies Schmauch hat. Sie treffen sich in Berlin und fahren kurze Zeit später an einen See, wo Ralf mit seinem Motorboot angibt und mit Marlies in hoher Geschwindigkeit über den See rast, bis sie ihn voll Angst bittet, anzuhalten. Am See sind auch Juliane Gerbach und ihr Freund Frank angekommen. Die 16-jährige Juliane ist ein Heimkind und Frank ihre erste große Liebe. Beide wollen heiraten, sobald Juliane volljährig ist. Sie schwimmen auf den See hinaus. Ralf stiehlt unterdessen auf Anweisung von Marlies einige Miniaturbilder von einem Wassergrundstück, wo gerade ein Umzug stattfindet. Übermütig fliehen sie im Boot vom Tatort. Zu spät sehen sie den im Wasser schwimmenden Frank. Ralf überfährt den Jungen, hält jedoch nicht an. Das Boot versteckt er wenig später im Schilf, trägt Marlies an Land und kehrt am selben Tag zu seiner Frau zurück. Er erklärt ihr, dass die Frau eines Gesprächspartners, den er treffen wollte, überraschend verstorben und er deswegen vorzeitig von seiner Reise zurückgekommen sei. Spontan verreist er mit Marianne, gesteht ihr aber wenig später seine Tat. Er gibt vor, allein im Boot gefahren zu sein. Weil er der Verdiener der Familie ist, überzeugt er Marianne davon, die Tat auf sich zu nehmen. Er entwirft detailliert ihr Geständnis und übt mit ihr sogar noch einmal Motorbootfahren. Das Boot präpariert er so, dass nur Mariannes Fingerspuren auffindbar sind. Die ihm hörige Ehefrau will sich für ihn opfern.
Unterdessen wird am See die Leiche von Frank geborgen. Oberleutnant Jürgen Hübner übernimmt die Ermittlungen, es beginnt die Suche nach dem Motorboot. Nach einer Weile wird es durch spielende Kinder gefunden. Die Ermittler stellen auch die Miniaturbilder sicher, die Ralf kurz nach dem Unfall ins Wasser geworfen hatte. Ralf und Marianne werden befragt und Marianne nimmt wie verabredet die Schuld auf sich. Sie reagiert irritiert, als sie erfährt, dass Ralfs Lektor eine Frau ist, hält sich jedoch an Ralfs Anweisungen. Ihr Mann wiederum interessiert sich nach seiner beendeten Befragung nicht einmal für das Schicksal seiner Frau, was Jürgen Hübner überrascht zur Kenntnis nimmt. Für ihn ist der Fall eindeutig, doch äußert der gerade erst Vater gewordene Unterleutnant Richter Zweifel. Er traut Marianne eine wie bei der Tat gezeigte Kaltblütigkeit nicht zu. Jürgen Hübner vermutet, dass sie nicht einmal Motorboot fahren kann, doch beweist ihnen Marianne bei einem Test das Gegenteil. Dennoch darf sie nach Hause zurückkehren, da keine Fluchtgefahr besteht. Ralf besteht darauf, dass sie falsch ausgesagt habe, da sie sonst inhaftiert worden wäre. Marianne erleidet angesichts der Vorwürfe einen Zusammenbruch und wird ins Krankenhaus eingeliefert. Ralf wiederum begibt sich zu Jürgen Hübner und besteht auf einer Schuld seiner Frau.
Die Ermittler stellen Ralf, Marianne und Marlies nun eine Falle. Während Marianne noch im Krankenhaus liegt, spielen die Ermittler Marlies eine falsche Einladung von Ralf zu, in sein Haus zu kommen. Marlies verführt Ralf, der gereizt reagiert. Sie entpuppt sich als manipulativ und versucht mehrfach, ihn wegen der Tat zu erpressen. Marianne erwischt beide in flagranti. Dennoch ist sie nicht bereit, ihr Geständnis zu widerrufen. Erst ihr Nachbar, der sie mag, sagt aus, dass Marianne sich den ganzen Tattag über im Garten ihres Grundstücks aufgehalten habe. Das Ehepaar Losert, dem die gestohlenen Miniaturen gehören, hatte zudem einen Mann und eine Frau im Motorboot gesehen und kann Ralf und Marlies als Täter identifizieren. Erst jetzt gibt Marianne ihre Unschuld zu und zeigt Wut auf ihren manipulativen Ehemann. Ralf und Marlies werden abgeführt.

## Produktion
Draußen am See wurde vom 15. August bis 18. September 1983 in Berlin, Königs Wusterhausen und Rostock-Warnemünde gedreht. Der See im Film ist der Zeuthener See. Die Kostüme des Films schuf Tamara Schramm-Bansen, die Filmbauten stammen von Lothar-Hermann Schneider. Der Film erlebte am 22. Juli 1984 im 1. Programm des Fernsehens der DDR seine Premiere. Die Zuschauerbeteiligung lag bei 51,9 Prozent.
Es war die 92. Folge der Filmreihe Polizeiruf 110. Oberleutnant Jürgen Hübner ermittelte in seinem 44. Fall.